# Ritidectomía

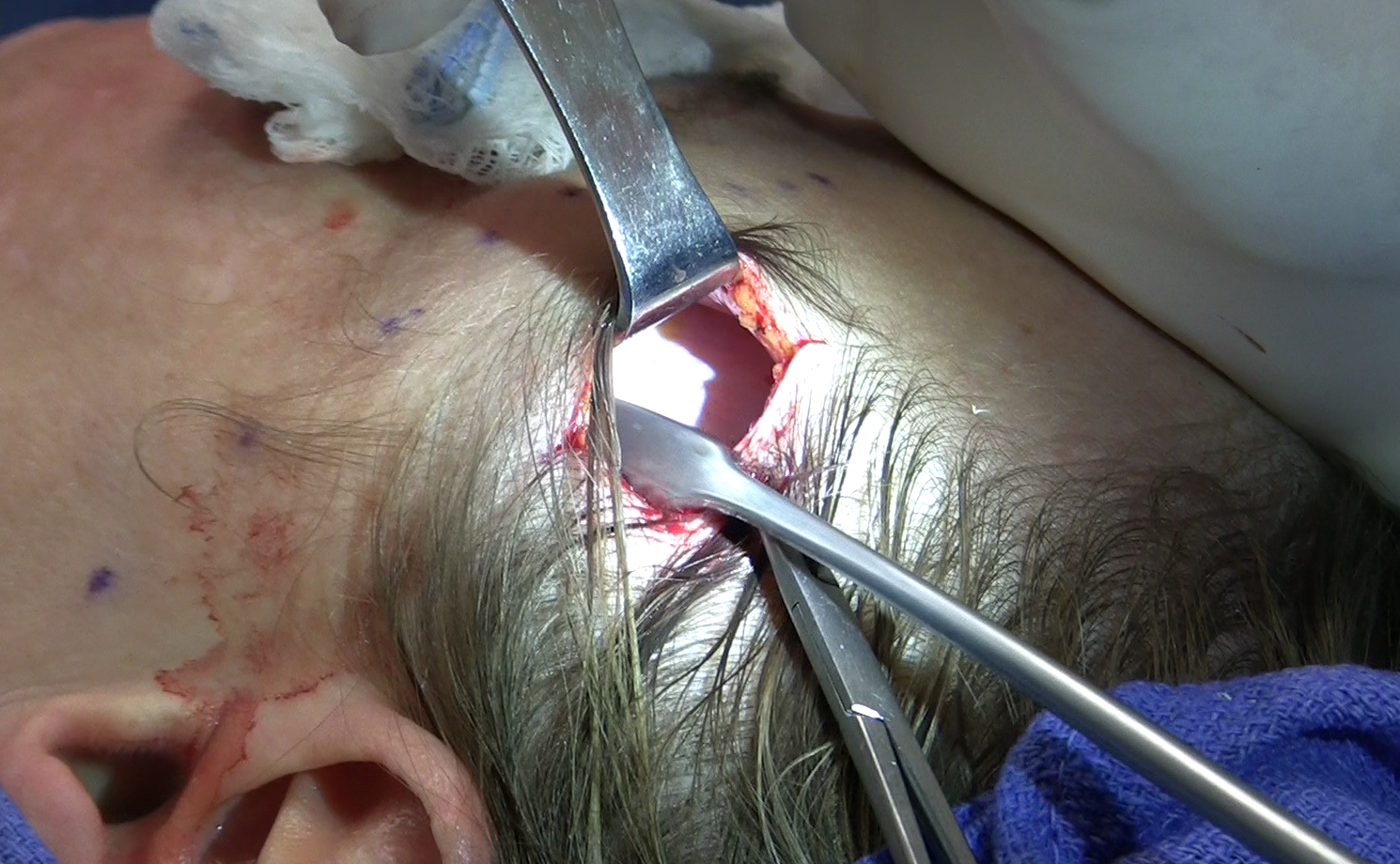
Incisión temporal detrás de la línea del cuero cabelludo en una ritidectomía endoscópica. Note la superficie pulida del músculo temporal fascia.

La ritidectomía es un procedimiento de cirugía plástica estética que consiste en la eliminación quirúrgica de arrugas de la piel o ritidosis y aunque se puede utilizar para cualquier lugar, el tipo más común es la ritidectomía facial, es decir, la eliminación de las arrugas de la cara. 
Para su codificación en CIE 9 se utiliza el código 8682 (Facial Rhytidectomy).

## Riesgos
Entre los posibles riesgos se encuentra una posible lesión de los nervios faciales con la consiguiente parálisis. Además puede producir lesiones en las estructuras subyacentes, como los músculos o la glándula parótida, pigmentación anormal de la piel.entumecimiento, dolor,  sangrado y coágulos de sangre, mala cicatrización, caída del cabello, necrosis del tejido cutáneo o del tejido adiposo de la piel y acumulación anormal de líquido debajo de la piel.

## Etimología
Es un término médico de la griego rhytis: arruga y ek tomé -ia: amputación o corte.
Algunos sinónimos para el término son: estiramiento de la cara, lifting facial, ritidoplastía. 